# Nick Harkaway
Nick Harkaway (Cornovaglia, 1972) è uno scrittore britannico.
Autore de Il mondo dopo la fine del mondo (2008) e Angelmaker (2012), romanzi appartenenti orientativamente al genere della fantascienza. È il figlio dello scrittore John le Carré.

## Biografia
Nato Nicholas Cornwell in Cornovaglia nel 1972, è il quarto figlio del celebre scrittore John le Carré. Ha studiato filosofia, sociologia e politica al Clare College di Cambridge. Ha lavorato nell'industria cinematografica e nella pubblicità prima di approdare al suo primo vero romanzo Il mondo dopo la fine del mondo (The Gone-Away World) nel 2008. Degni di nota sono anche i lavori effettuati con la BBC per la quale lavora a dei piccoli racconti (The All and Nothing Days e Under Milky Way) che nel 2009 vengono mandati in onda sul canale BBC Radio 3, nella trasmissione radiofonica The Verb.
La seconda opera di Harkaway, Angelmaker, è stato pubblicato in Inghilterra il 12 febbraio 2012, mentre negli Stati Uniti è stato pubblicato il 20 marzo 2012.
Harkaway ha inoltre pubblicato due romanzi con lo pseudonimo Aidan Truhen.
Vive a Londra con sua moglie e la figlia.

## Opere

### Narrativa
- Il mondo dopo la fine del mondo (The Gone-Away World) (2008), Milano, Mondadori, 2009
- Angelmaker[3] (2012)
- Tigerman (2014)
- Gnomon (2017)
- The Price You Pay (2018) con lo pseudonimo Aidan Truhen
- Seven Demons (2021) con lo pseudonimo Aidan Truhen
- La scelta di Karla, (Karla’s Choice, 2024), Mondadori, 2025, ISBN 9788804791010

### Saggistica
- The blind giant: how to survive in the digital age (2013)